# Dougie Poynter
Dougie Lee Poynter, född 30 november 1987 i Orsett, Essex, England, är basgitarrist, låtskrivare och bakgrundssångare i det brittiska poprock/poppunk-bandet McFly.

## Biografi
Innan Dougie gick med i McFly bodde han med sin mor Sam och sin yngre syster Jasmine (Jazzie). Nu bor han i London på bottenvåningen i ett trevåningshus, där bandmedlemmen Danny Jones bor längst upp, och på mellanvåningen har bandet sin studio. 
Poynter var 15 år när han började spela i McFly, dessförinnan spelade han i ett punkband som hette Ataiz. När Dougie var med i Ataiz gjorde de låten "Silence is a Scary Sound". Efter att Dougie lämnat bandet ville han spela in en studioversion av låten med McFly, men killarna i Ataiz lät honom inte göra det.
Dougies favoritband är Blink 182 och en favoritlåt är "Don't Tell Me it's Over". Dougie känns igen på sin skejtarstil och sitt blonda hår, han har även en tatuering som sträcker sig från brösten och ner över högra armen. Han har även 3 andra tatueringar, en stjärna på vardera vad, och ordet Athletes skrivet över foten. 
Dougie älskar djur; han har reptiler och en labrador vid namn Flea. Han fick i skolan smeknamnet Lizard King då han hade ett speciellt intresse för ödlor och brukade föda upp och sälja de för att tjäna pengar.
Dougie har flera basgitarrer och har döpt alla. Hans tre kändaste är de han brukar ha på turnéer, den mörkblåglittriga, den gröna och den rosaglittriga.
Han kan även spela gitarr och spelade under UCAP turnén på Toms gamla gula gitarr medan Tom spelade på hans basgitarr. 
Han har även varit med i filmen Just My Luck med de andra i bandet.